# Walter
Walter – imię męskie pochodzenia germańskiego. Wywodzi się od słów waltan i heri oznaczających „panować” i „lud”. Imię to było znane w średniowiecznej Polsce w formie Walcerz.
Walter imieniny obchodzi: 8 kwietnia, 2 maja, 5 czerwca i 29 listopada.

## Mężczyźni o imieniu Walter
- Walter V z Brienny – władca Księstwa Aten w latach 1308–1311
- Walter Baade – astronom niemiecki
- Wouter Beke (ur. 1974) – belgijski i flamandzki polityk, nauczyciel akademicki, przewodniczący flamandzkich chadeków
- Walter Blythe – bohater powieści Lucy Maud Montgomery
- Walter Cannon – amerykański fizjolog
- Walter Cronkite – dziennikarz
- Walt Disney – amerykański producent filmowy
- Walter Gropius – architekt niemiecki
- Walter Hofer – austriacki działacz sportowy
- Walter Hore-Ruthven, 9. lord Ruthven of Freeland – brytyjski arystokrata
- Walther Model – niemiecki generał
- Walter Murch – filmowiec amerykański
- Walter Nowotny – niemiecki as myśliwski z czasów II wojny światowej
- Wouter van Pelt (ur. 1968) – holenderski hokeista na trawie; dwukrotny złoty medalista olimpijski
- Walter Rudin – amerykański matematyk
- Walter Schellenberg – szef wywiadu SD
- Walter Scott – szkocki powieściopisarz i poeta
- Walter Tevis – amerykański pisarz
- Walter Winkler – polski piłkarz
- Walter White (ujednoznacznienie)
- Walter Zenga – włoski piłkarz
- Walter Breuning – Amerykanin znany z długowieczności
- Walter Ulbricht – polityk wschodnioniemiecki

## Osoby o nazwisku Walter
- Kurt Walter – astronom niemiecki
- Mariusz Walter – właściciel korporacji ITI oraz Legii Warszawa
- Stefan Walter – bohater bitwy warszawskiej, major WP